# Cupșeni
Cupșeni – wieś w Rumunii, w okręgu Marmarosz, w gminie Cupșeni. W 2011 roku liczyła 782 mieszkańców.